# Lubricogobius exiguus
Lubricogobius exiguus és una espècie de peix de la família dels gòbids i de l'ordre dels perciformes.

## Morfologia
- Els mascles poden assolir 4 cm de longitud total.[1][2]

## Hàbitat
És un peix marí, de clima subtropical i demersal que viu entre 5-100 m de fondària.

## Distribució geogràfica
Es troba al Pacífic occidental: el Japó, Taiwan i Nova Caledònia.

## Observacions
És inofensiu per als humans.